# Гривест козирог
Гривестият козирог (Ammotragus lervia), наричан също и гривест козел, е вид от подсемейство Кози, който естествено обитава скалистите планински масиви на Северна Африка. Описани са шест подвида на този вид. Макар че е рядко срещан в природното си местообитание, видът е интродуциран в Северна Америка, Южна Европа и на други места.

## Физическо описание
Гривестият козирог достига до 80-100 cm на височината на рамото и на тегло от 40 до 140 kg. На цвят е пясъчно кафяв, като с напредването на възрастта козината му потъмнява, има малко по-светъл корем и тъмна ивица по протежението на гръбнака. Горните външни части на краката му са в равномерен червено-кафяв или сивокафяв цвят. Има по-дълъг сноп косми под брадичката, който при мъжките може да достигне до гърдите, и рехава грива.
Рогата на гривестия козирог имат триъгълно напречно сечение. Извиват се навън, назад и пак навътре. Достигат до 50 cm на дължина. Доста гладки са, като само в основата им с напредване на възрастта се появяват леки набръчквания.

## Географско разпространение
Видът естествено обитава Северна Африка: Алжир, Тунис, северните части на Чад, Египет, Либия, северните части на Мали, Мавритания, Мароко, Нигер и Судан.
Видът е интродуциран в югоизточна Испания, югозападните САЩ, Мексико и някои части на Африка.
В югоизточна Испания, след привнасянето му с цел лов през 1970 година, се адаптира добре и бързо завзема една ограничена по площ територия; видът понастоящем продължава да се разпространява добре, като вече може да бъде открит и в провинциите Аликанте, Алмерия, Гранада и Мурсия. Видът става потенциален съперник на туземните копитни, населяващи Иберийския полуостров.
Видът е интродуциран и на Ла Палма (Канарските острови), където се е разпространил в северните и централните части на острова и представлява сериозна заплаха за ендемичната растителност.

### Местообитание
Гривестите козирози предпочитат сухи планински местности, където се хранят с треви, храсти и лишеи. Способни са да извличат напълно необходимата за метаболизма им вода от растителността, с която се хранят, но при наличие на водоизточник пият от водата и се въргалят в нея. Гривестите козирози са активни рано сутрин и привечер, като през останалата част от деня си почиват. Те са много подвижни, могат да извършат скок от над 2 метра.
При първия знак за опасност побягват. Добре се адаптират към хабитата си, който се състои от стръмни скалисти склонове и каньони. Когато се почувстват застрашени винаги тичат зигзагообразно, отскачайки от скалите, с цел да се изплъзнат от нападателите. Предпочитат трудните, пресечени терени, тъй като са много по-добре подготвени да се придвижват в такива условия от който и да е хищник. Видът проявява изключително номадски характер и постоянно се придвижва по скалистите хребети. В Северна Африка основните им врагове са берберският леопард, берберският лъв и каракалът, но днес само хората представляват реална заплаха за техните популации.

## Таксономия
A. lervia е единственият вид в рода Ammotragus. Въпреки това, някои автори включват този род към рода Кози (Capra) наред с рода Овце (Ovis).
Подвидовете на вида са алопатрично разпространени в различни региони на Северна Африка:
- A. l. lervia Pallas, 1777 (уязвим)
- A. l. ornata I. Geoffroy Saint-Hilaire, 1827 (изчезнал в дивата природа)
- A. l. sahariensis Rothschild, 1913 (уязвим)
- A. l. blainei Rothschild, 1913 (уязвим)
- A. l. angusi Rothschild, 1921 (уязвим)
- A. l. fassini Lepri, 1930 (уязвим)